# 天盛苑

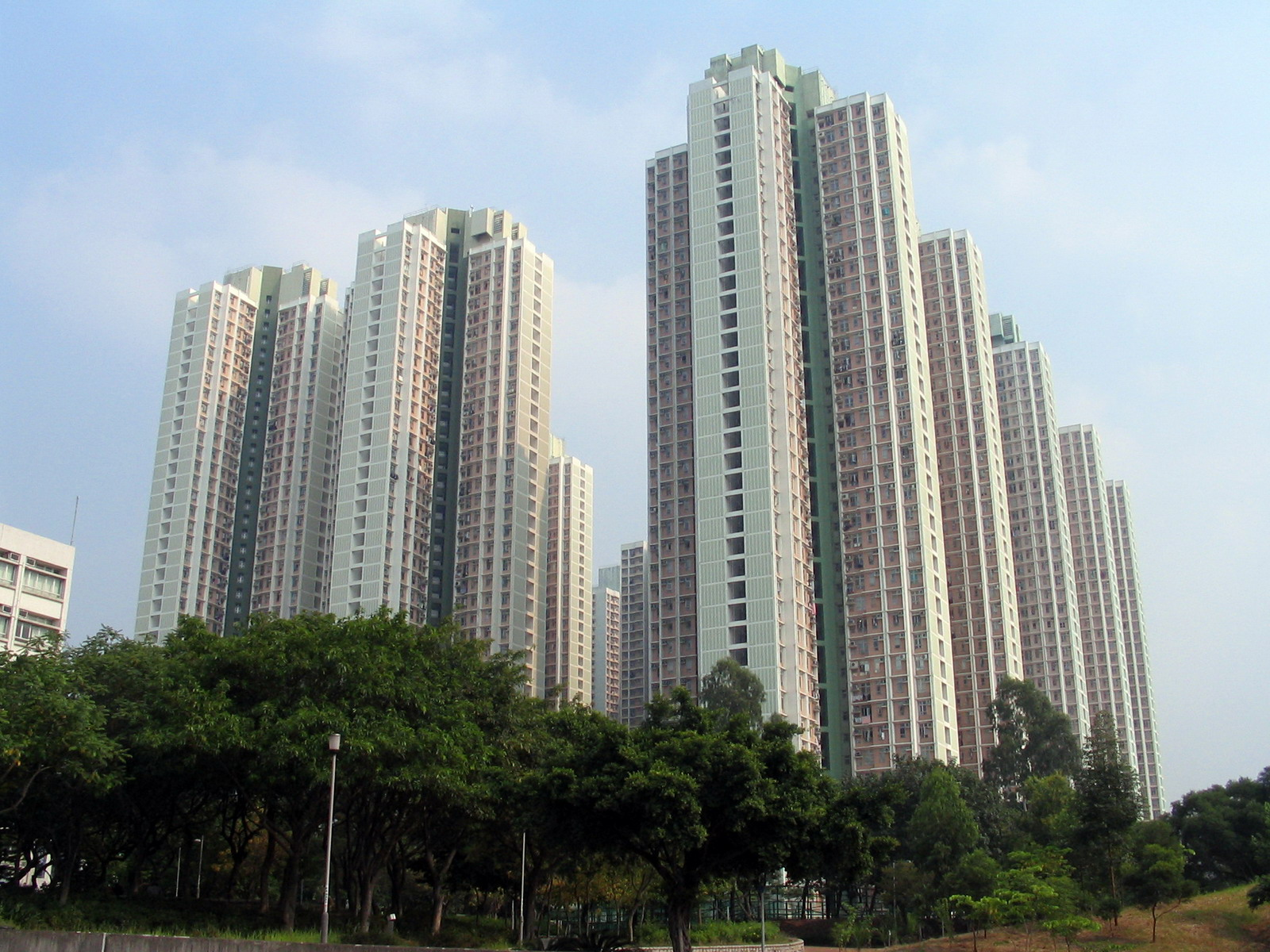
天盛苑西北面

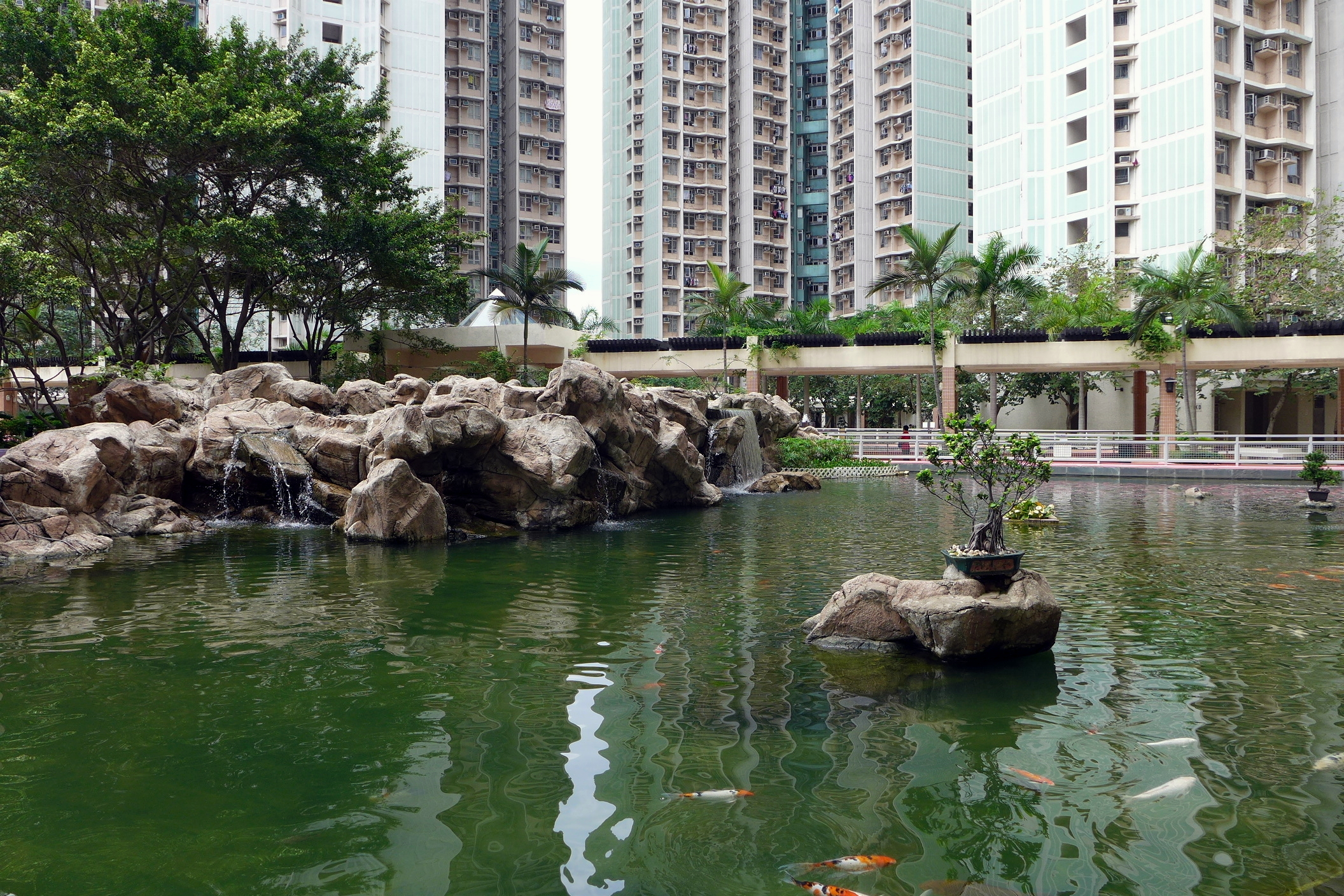
魚池

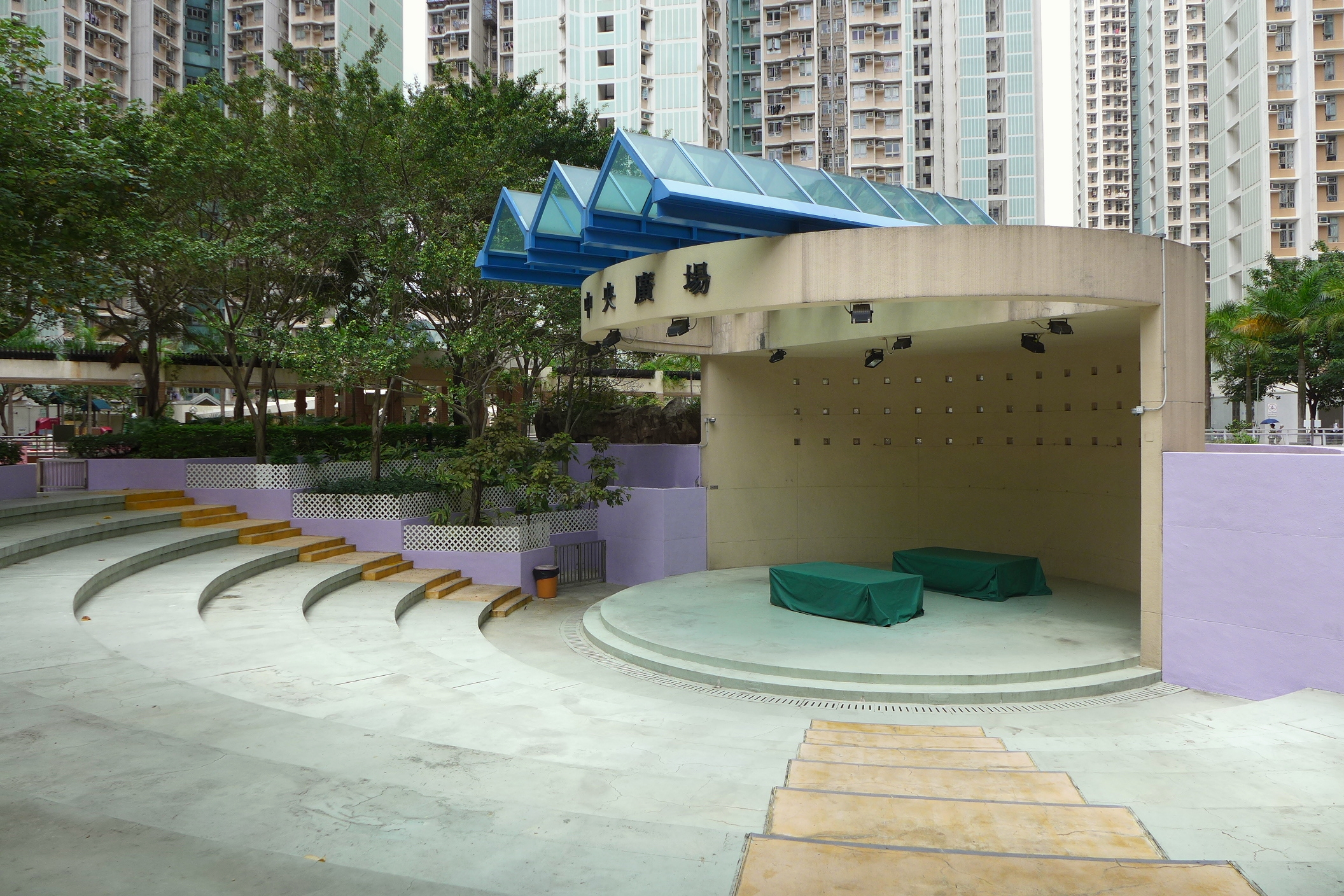
中央廣場

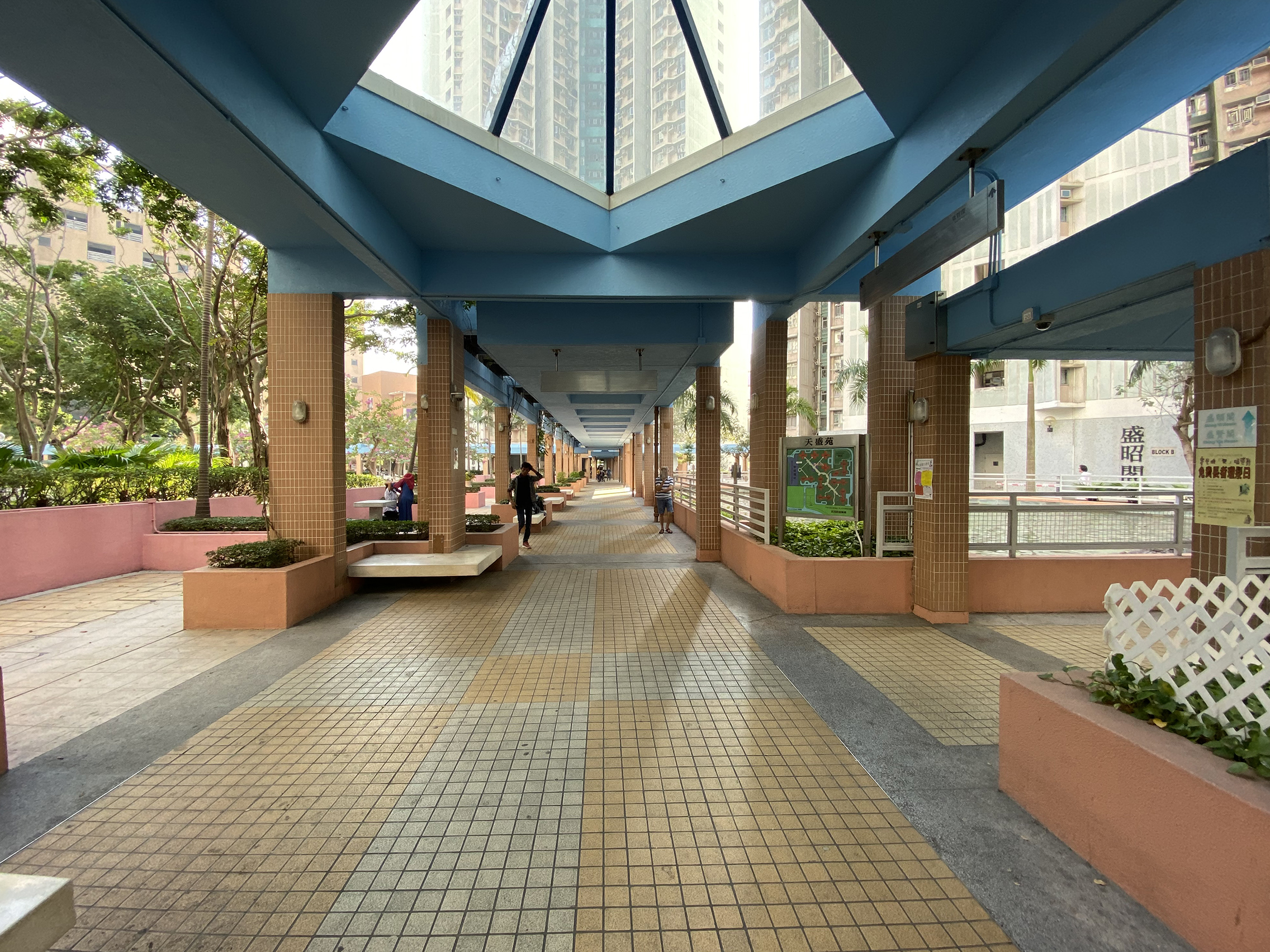
有蓋行人道

天盛苑（英語：Tin Shing Court）是香港房屋委員會建成的居屋屋苑，位於新界元朗區天水圍新市鎮南部第3區、天水圍市鎮地段17號，鄰近港鐵天水圍站，是元朗區內與港鐵站距離最近的居屋屋苑，目前由創毅物業服務顧問有限公司負責屋苑物業管理。
屋苑分3期出售，建有4座和諧一型，12座康和一型及1座康和二型住宅大廈，共有17座住宅樓宇，於1999年落成，共有6,580個單位，是全港提供最多單位的居屋屋苑，首次推出時售價介乎423,200至1,285,400港元。天盛苑亦是全港佔地範圍最廣的居屋屋苑。

## 屋苑資料
天盛苑內設有多項設施，包括可容納1,316輛私家車及84輛電單車的多層停車場、樓高2層的天盛商場、露天劇場、魚池、噴水池、流水盆景、花園、涼亭、園藝區、籃球場、網球場、羽毛球場、乒乓球枱、兒童遊樂場等。
屋苑內的服務設施大樓（天盛商場）樓高2層。地面層是冷氣街市、茶餐廳、外賣店、特色小食店和便利店等商舖，一樓主要是酒樓、西餐廳、中菜館、琴行、服裝店以及其他商店，附翼還設有兩所幼稚園。
另外，由於第五建築期僅為商場，因此不另列出。
目前，天盛苑是全港提供最多單位及佔地範圍最廣的居屋屋苑。
天盛苑法團目前有一筆約8,200萬定期存款，存放在交通銀行，2018年上半年收到60萬利息。

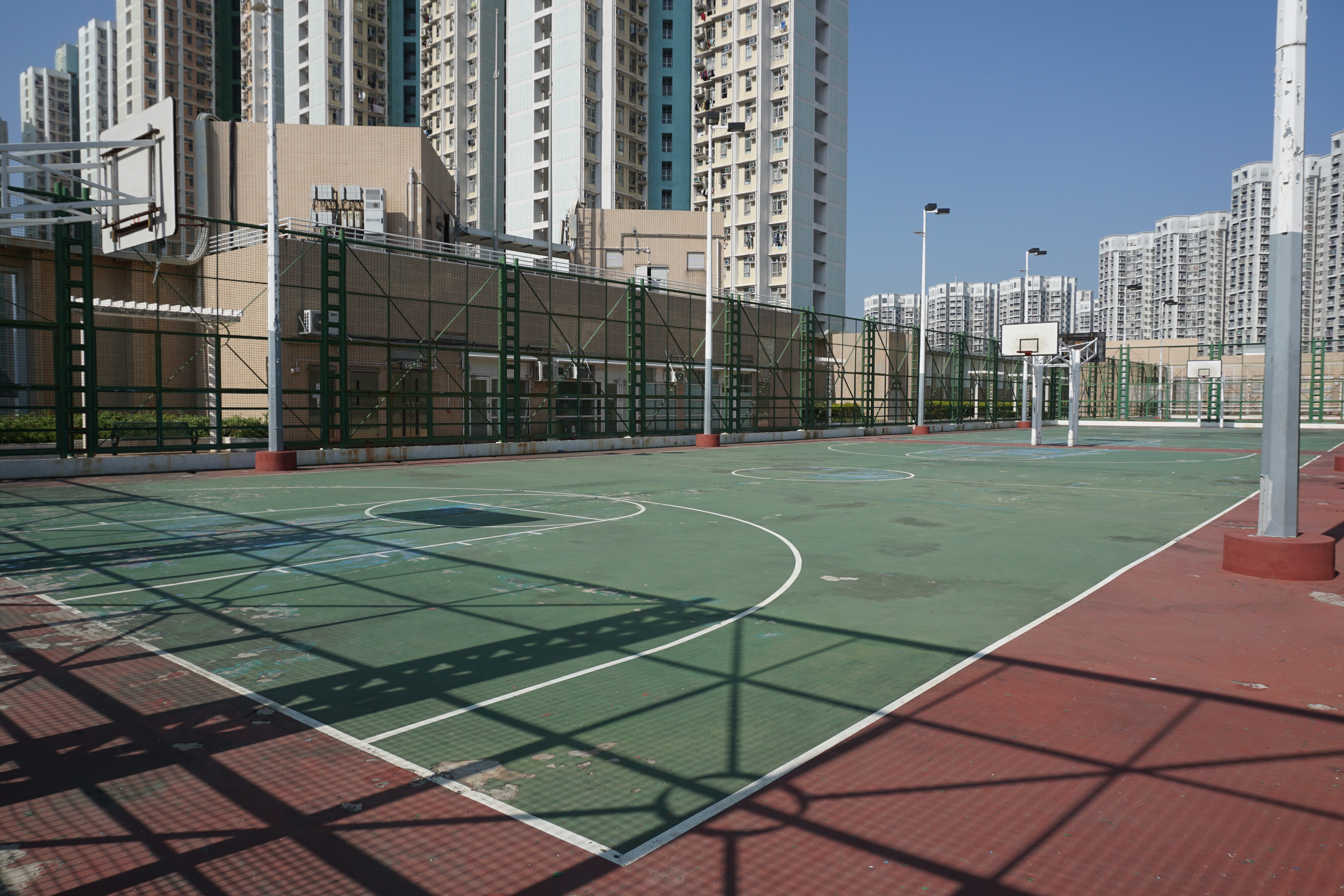
籃球場
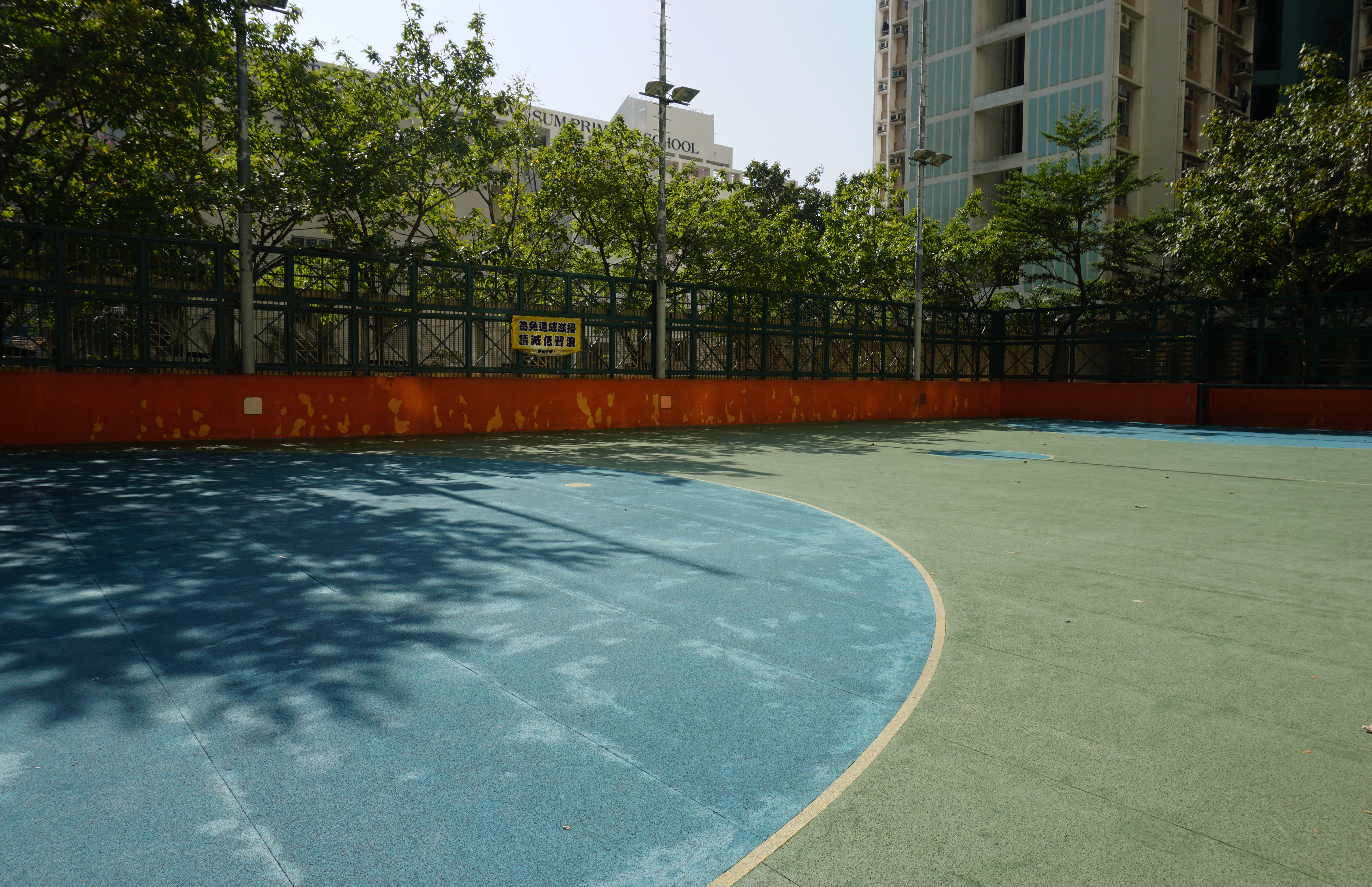
足球場
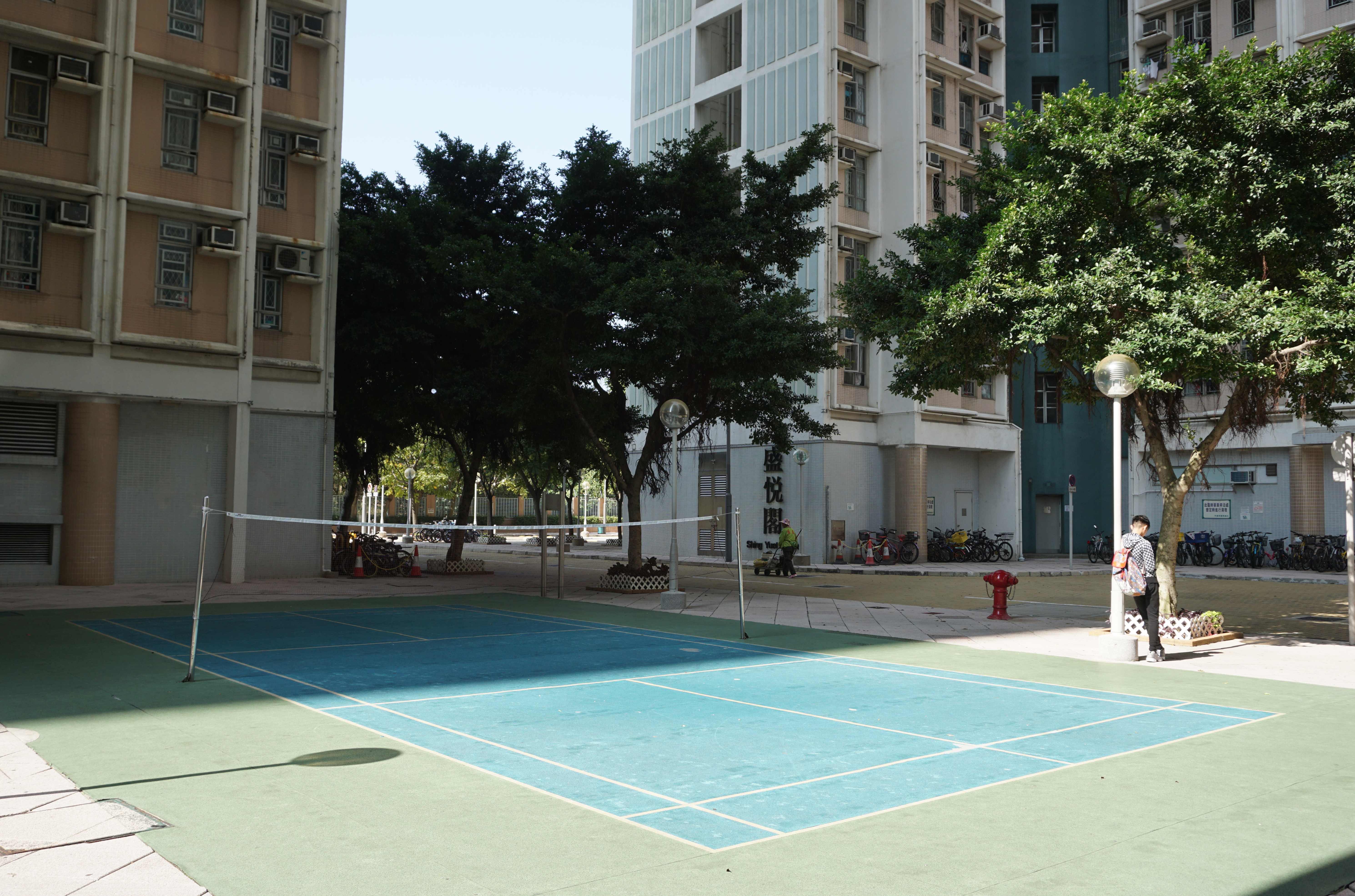
羽毛球場
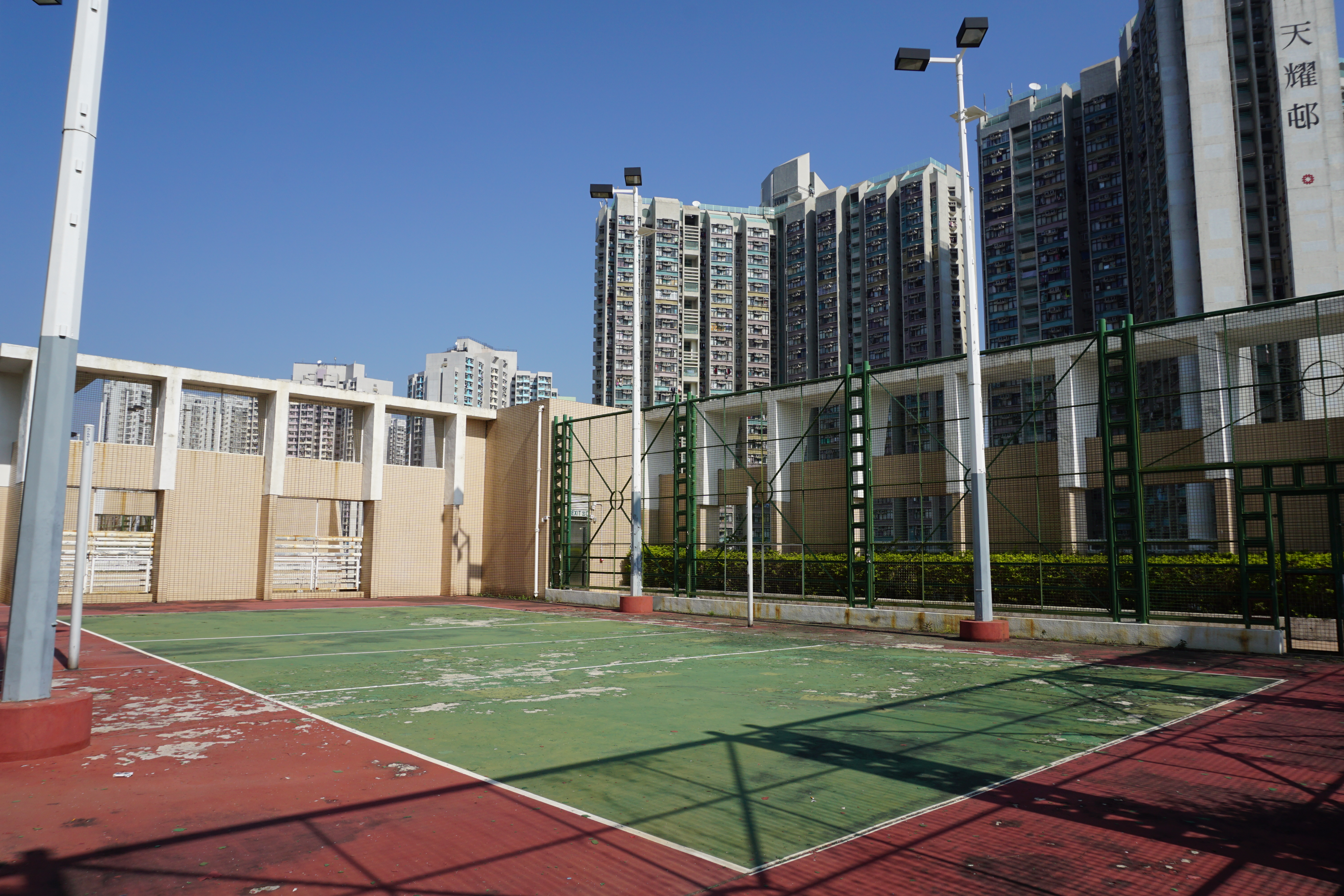
排球場
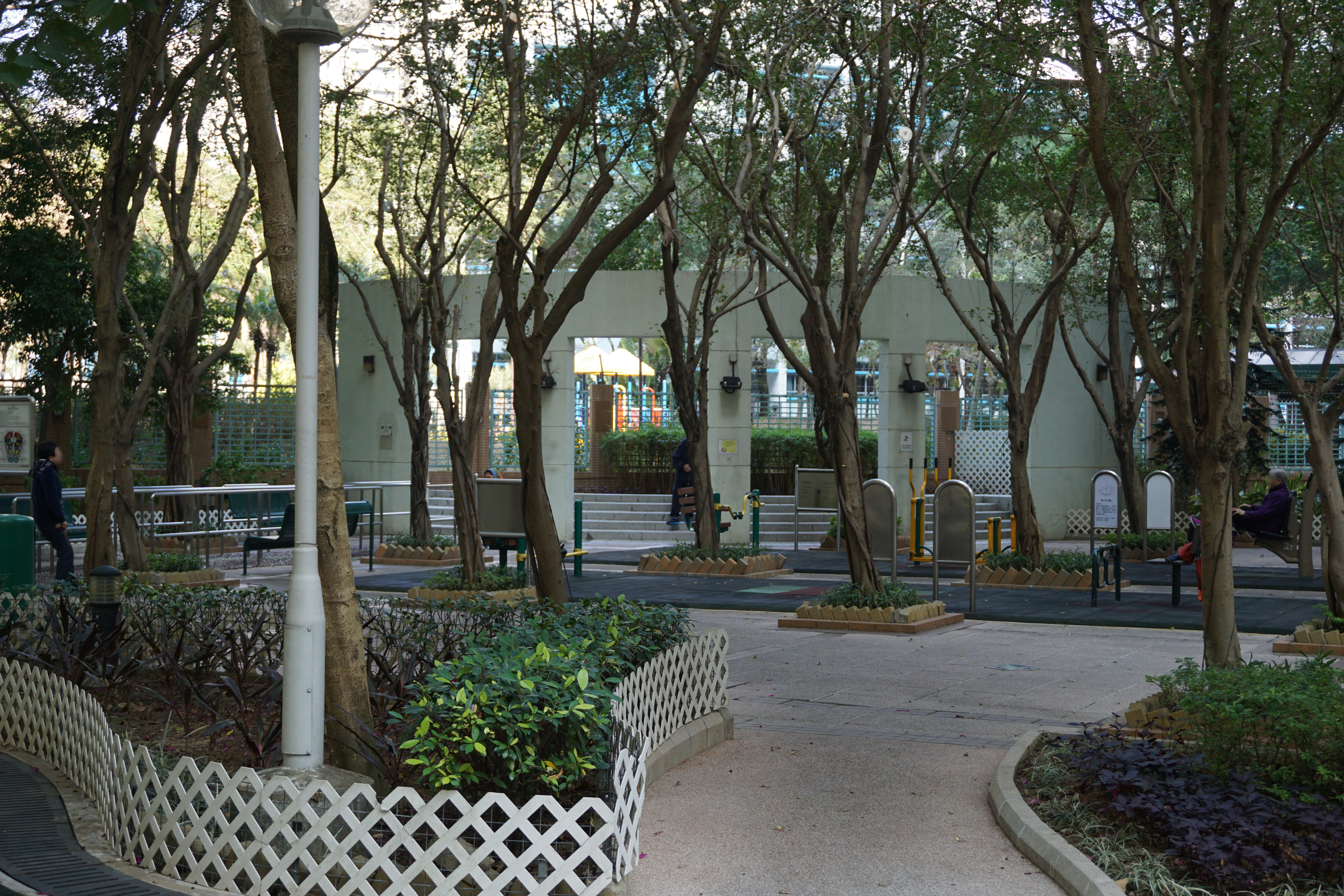
卵石路步行徑及健體區
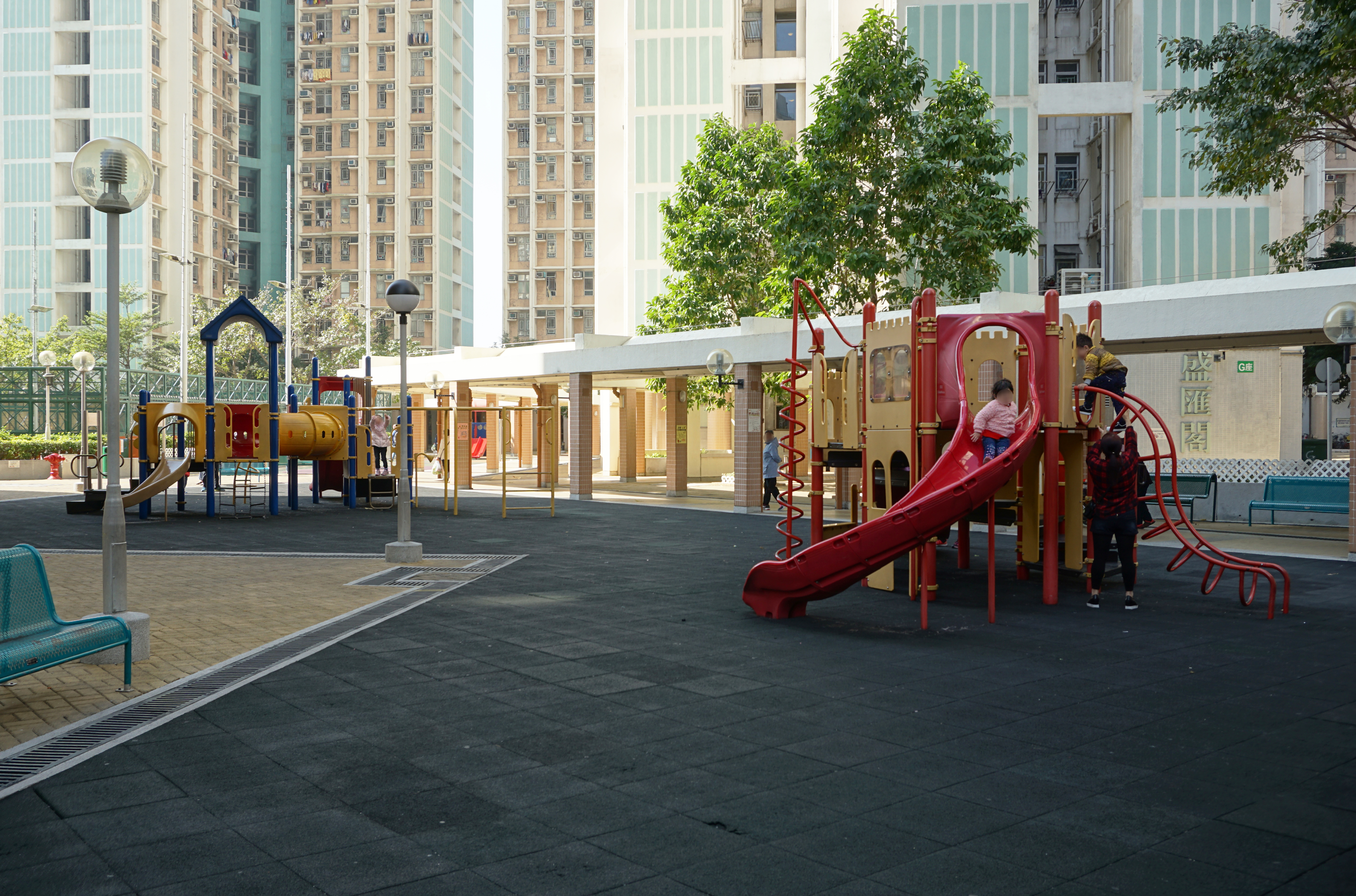
兒童遊樂場
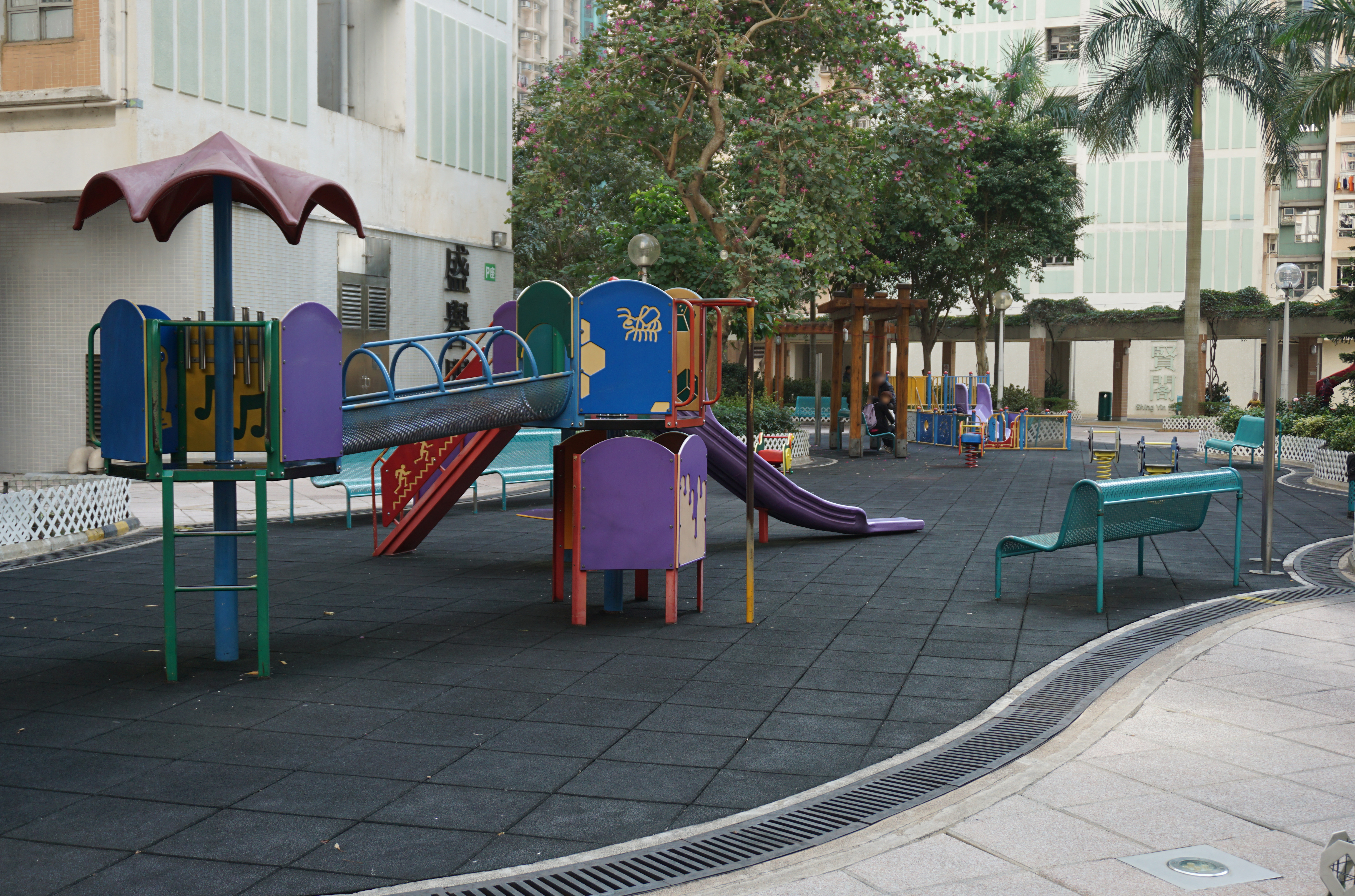
兒童遊樂場（2）
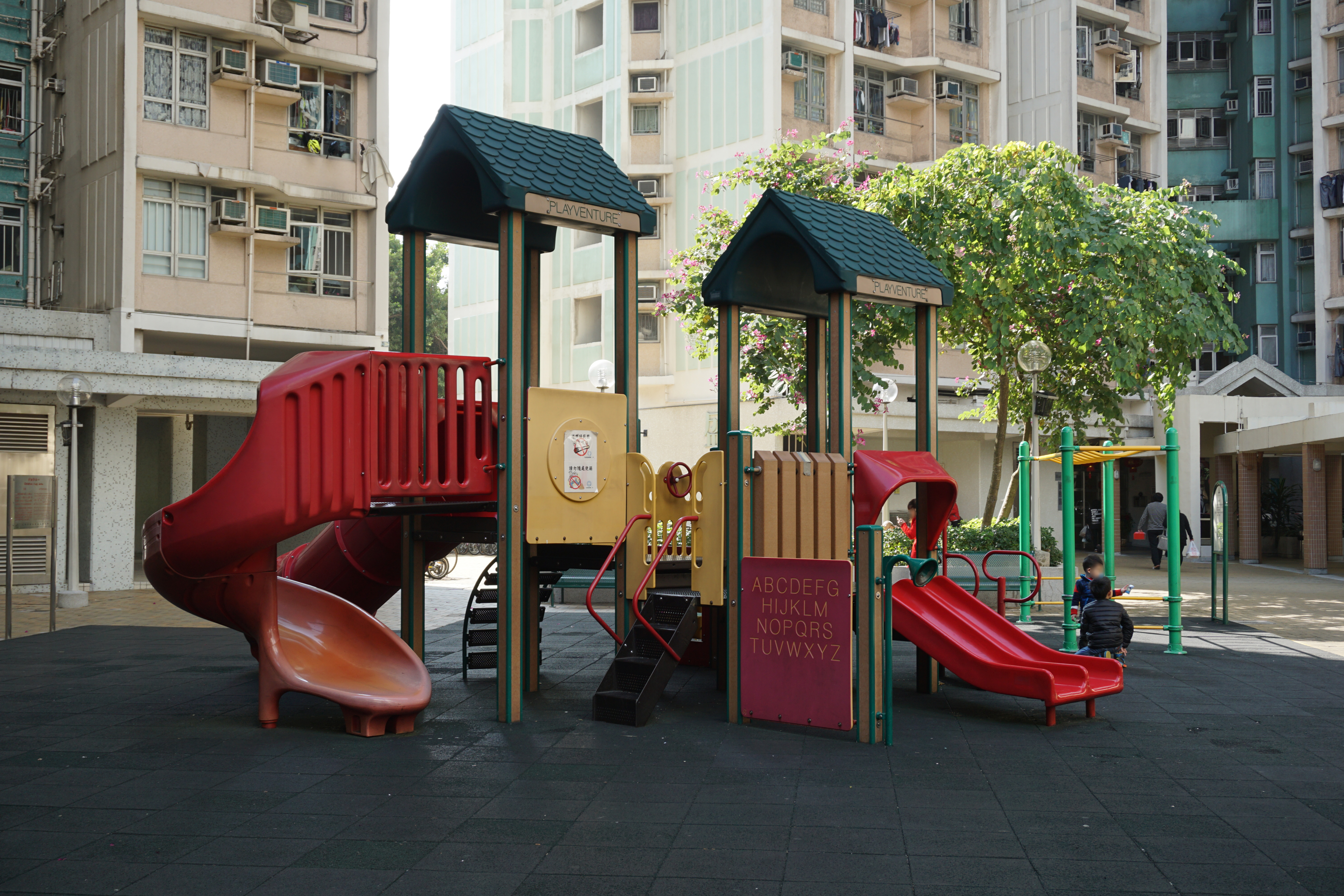
兒童遊樂場（3）
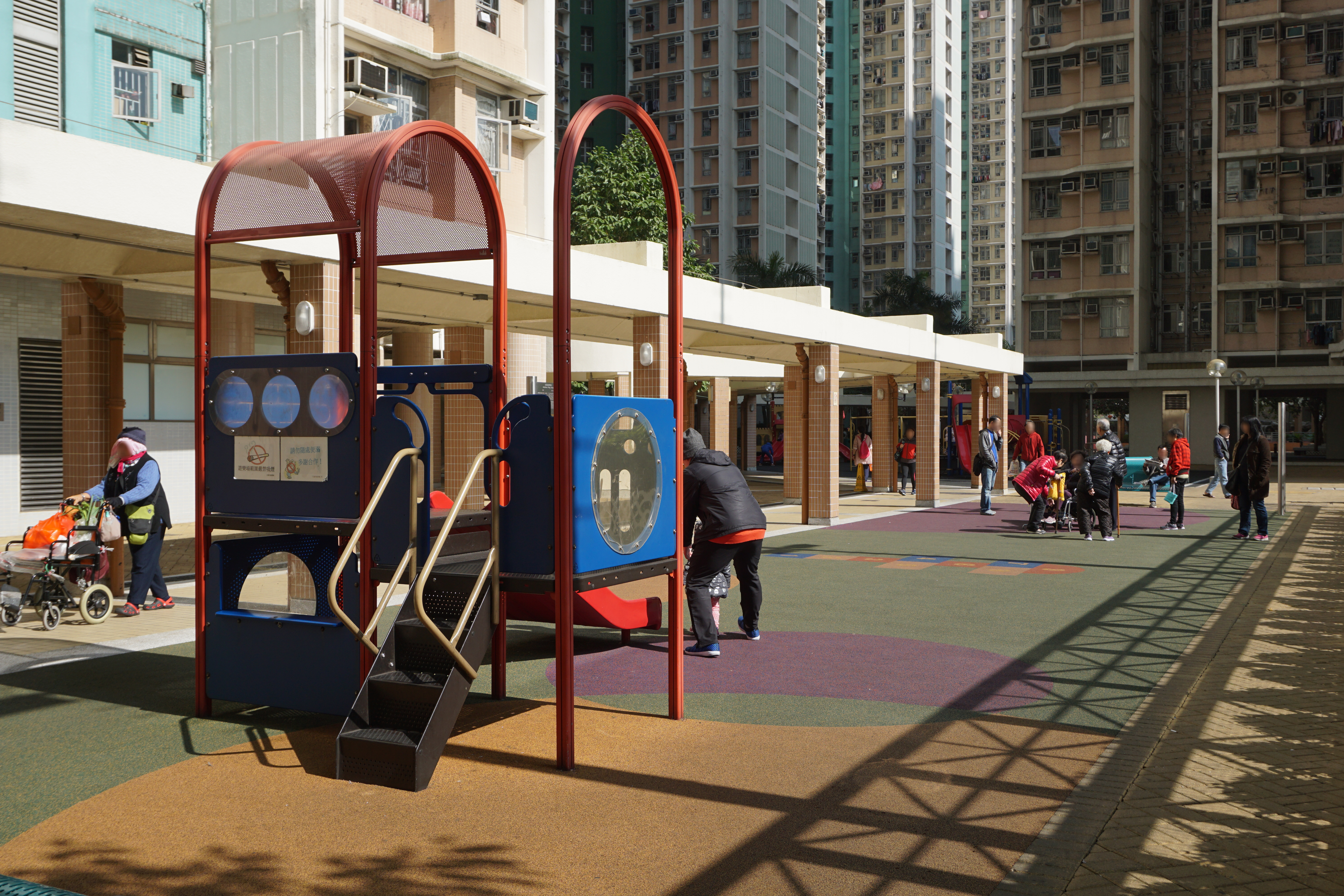
兒童遊樂場（5）
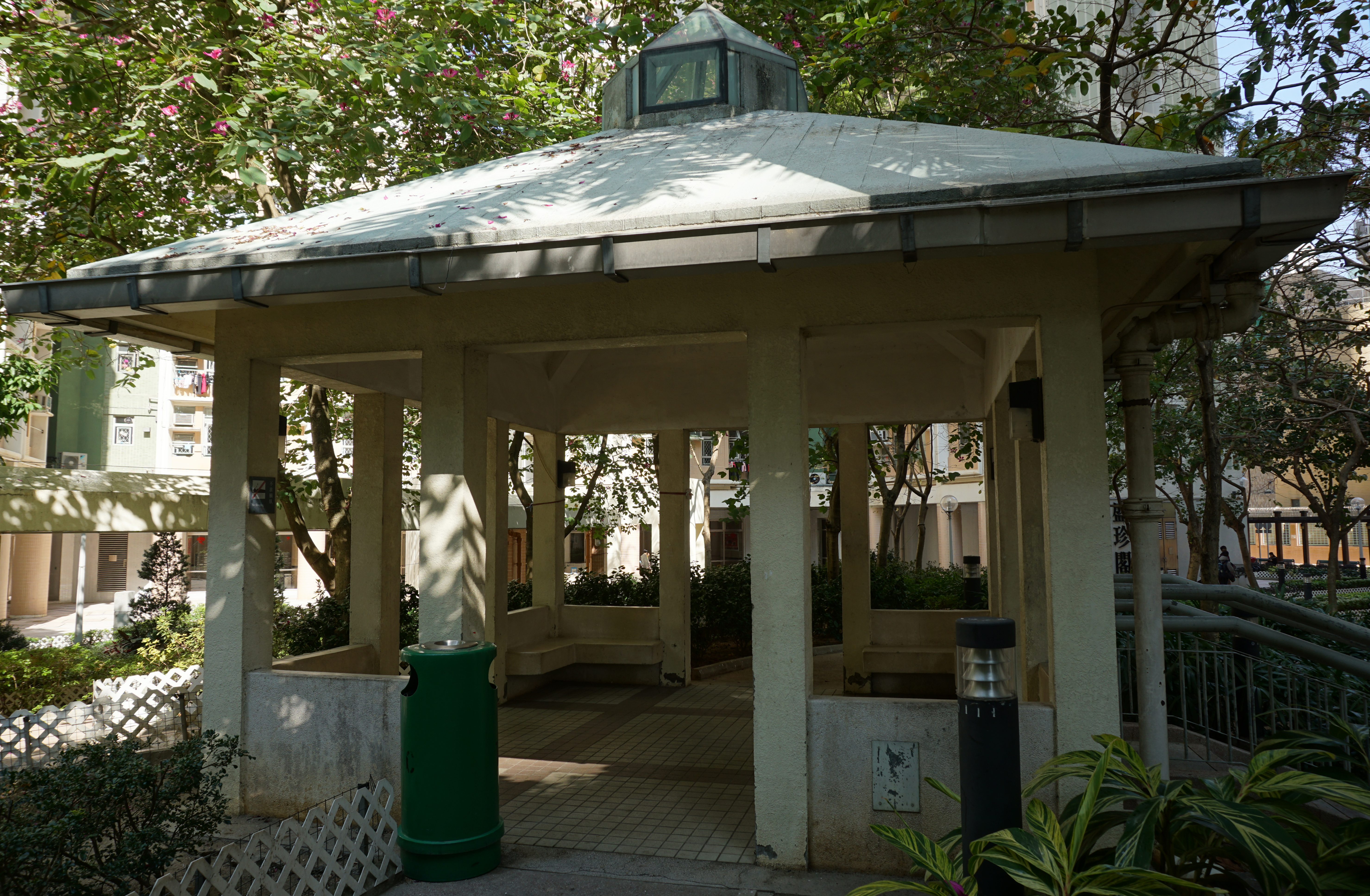
涼亭
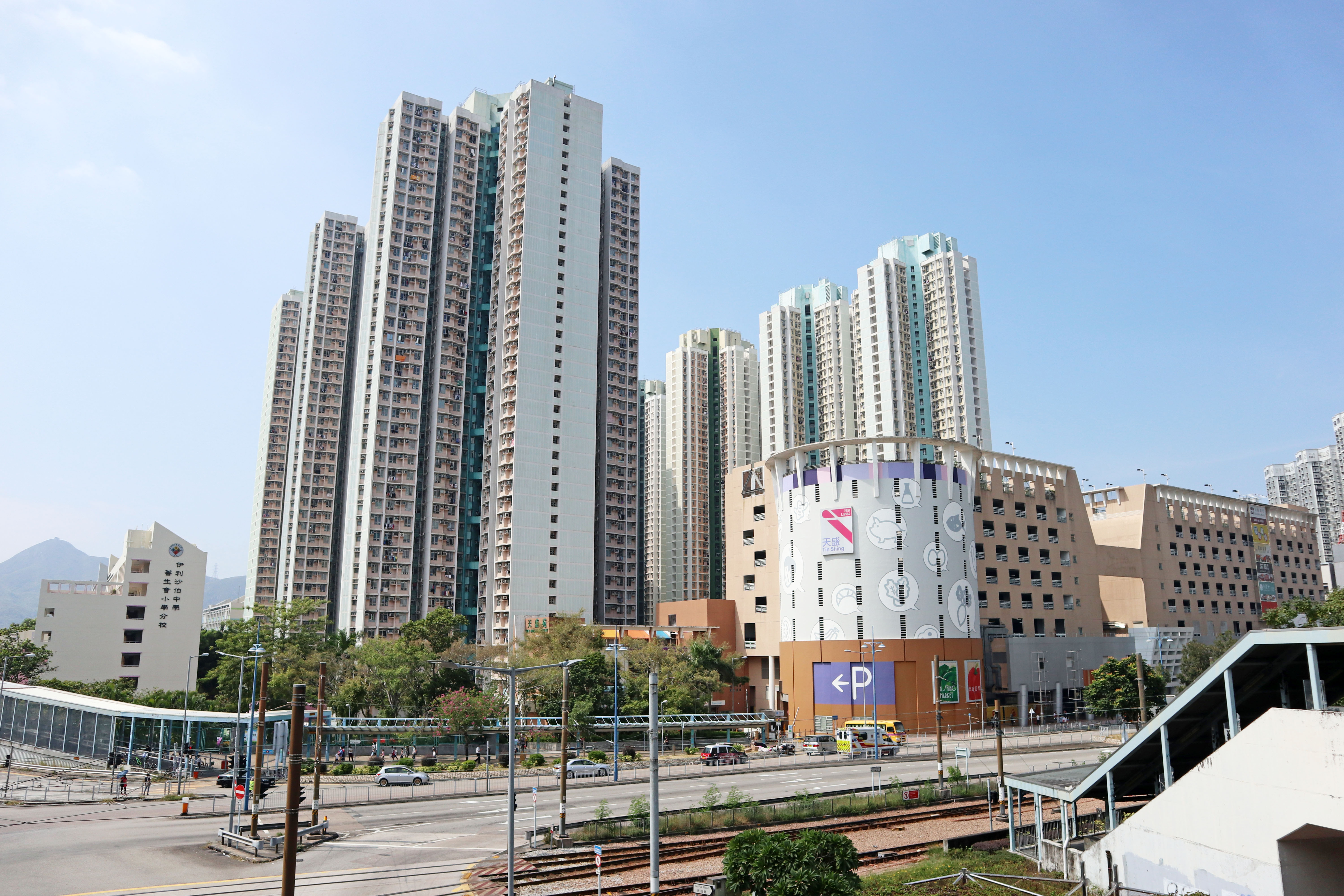
天盛苑東北面（2020年10月）

### 樓宇
| 樓宇名稱（現有/臨時座號） | 樓宇類型                    | 落成年份 | 樓宇層數 （住宅層數） | 每層伙數 | 單位總數（伙） | 建築師                 | 承建商               | 提供升降機的廠商  | 銷售期（建築期） |
| ------------------------- | --------------------------- | -------- | --------------------- | -------- | -------------- | ---------------------- | -------------------- | ----------------- | ---------------- |
| 盛彩閣（A座/第16座）      | 和諧一型第七款 （第三代半） | 1999年   | 40（1至40樓）         | 16       | 640            | 關善明建築師事務所     | 新昌營造             | 迅達              | 3（1）           |
| 盛昭閣（B座/第15座）      | 和諧一型第七款 （第三代半） | 1999年   | 40（1至40樓）         | 16       | 640            | 關善明建築師事務所     | 新昌營造             | 迅達              | 1（1）           |
| 盛頤閣（C座/第14座）      | 和諧一型第七款 （第三代半） | 2000年   | 40（1至40樓）         | 16       | 640            | 房屋署總建築師（1）    | 中國建築             | LG                | 1（4）           |
| 盛賢閣（D座/第13座）      | 和諧一型第七款 （第三代半） | 2000年   | 40（1至40樓）         | 16       | 640            | 房屋署總建築師（1）    | 中國建築             | LG                | 1（4）           |
| 盛勤閣（E座/第12座）      | 康和一型第一款              | 2000年   | 40（1至40樓）         | 8        | 320            | 房屋署總建築師（1）    | 中國建築             | LG                | 2（4）           |
| 盛志閣（F座/第11座）      | 康和一型第一款              | 2000年   | 40（1至40樓）         | 8        | 320            | 房屋署總建築師（1）    | 中國建築             | LG                | 2（4）           |
| 盛匯閣（G座）             | 康和二型第二款              | 2000年   | 30（1至30樓）         | 6        | 180            | 房屋署總建築師（1）    | 中國建築             | LG                | 3（4）           |
| 盛謙閣（H座/第10座）      | 康和一型第一款              | 2000年   | 40（1至40樓）         | 8        | 320            | 王歐陽（香港）有限公司 | 西松匯成建築有限公司 | 英國通用電氣-捷運 | 2（3）           |
| 盛悅閣（J座/第9座）       | 康和一型第一款              | 2000年   | 40（1至40樓）         | 8        | 320            | 王歐陽（香港）有限公司 | 西松匯成建築有限公司 | 英國通用電氣-捷運 | 2（3）           |
| 盛鼎閣（K座/第8座）       | 康和一型第二款              | 2000年   | 40（1至40樓）         | 8        | 320            | 王歐陽（香港）有限公司 | 西松匯成建築有限公司 | 英國通用電氣-捷運 | 2（3）           |
| 盛亨閣（L座/第7座）       | 康和一型第二款              | 2000年   | 40（1至40樓）         | 8        | 320            | 王歐陽（香港）有限公司 | 西松匯成建築有限公司 | 英國通用電氣-捷運 | 2（3）           |
| 盛旭閣（M座/第6座）       | 康和一型第二款              | 2000年   | 40（1至40樓）         | 8        | 320            | 王歐陽（香港）有限公司 | 新昌營造             | 迅達              | 2（2）           |
| 盛珍閣（N座/第5座）       | 康和一型第二款              | 2000年   | 40（1至40樓）         | 8        | 320            | 王歐陽（香港）有限公司 | 新昌營造             | 迅達              | 2（2）           |
| 盛泉閣（O座/第4座）       | 康和一型第一款              | 2000年   | 40（1至40樓）         | 8        | 320            | 王歐陽（香港）有限公司 | 新昌營造             | 迅達              | 2（2）           |
| 盛譽閣（P座/第3座）       | 康和一型第一款              | 2000年   | 40（1至40樓）         | 8        | 320            | 王歐陽（香港）有限公司 | 新昌營造             | 迅達              | 3（2）           |
| 盛坤閣（Q座/第2座）       | 康和一型第一款              | 2000年   | 40（1至40樓）         | 8        | 320            | 關善明建築師事務所     | 新昌營造             | 迅達              | 3（1）           |
| 盛麗閣（R座/第1座）       | 康和一型第一款              | 2000年   | 40（1至40樓）         | 8        | 320            | 關善明建築師事務所     | 新昌營造             | 迅達              | 3（1）           |

## 天盛商場

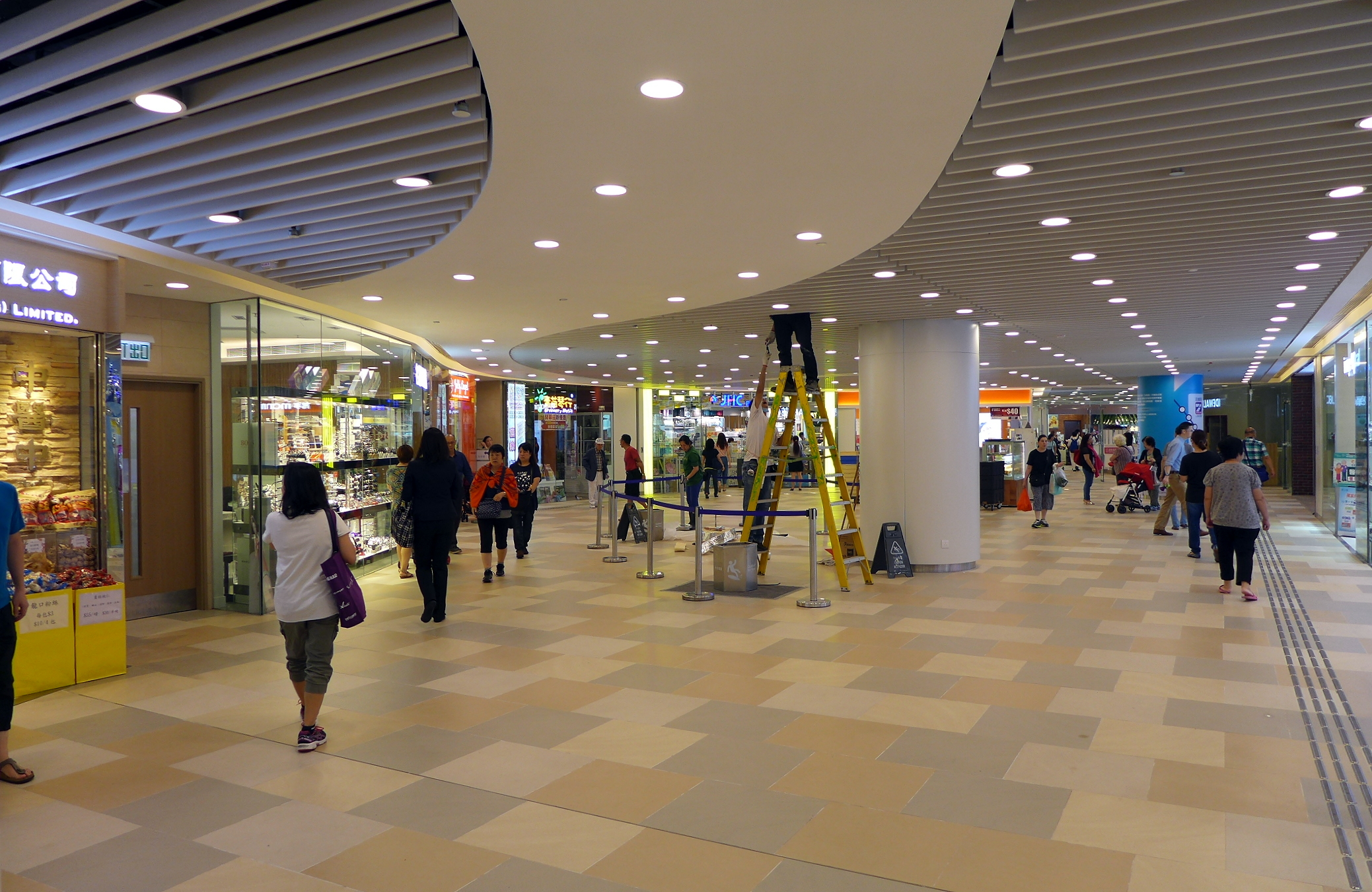
2016年翻新後的天盛商場，原有的中庭已消失

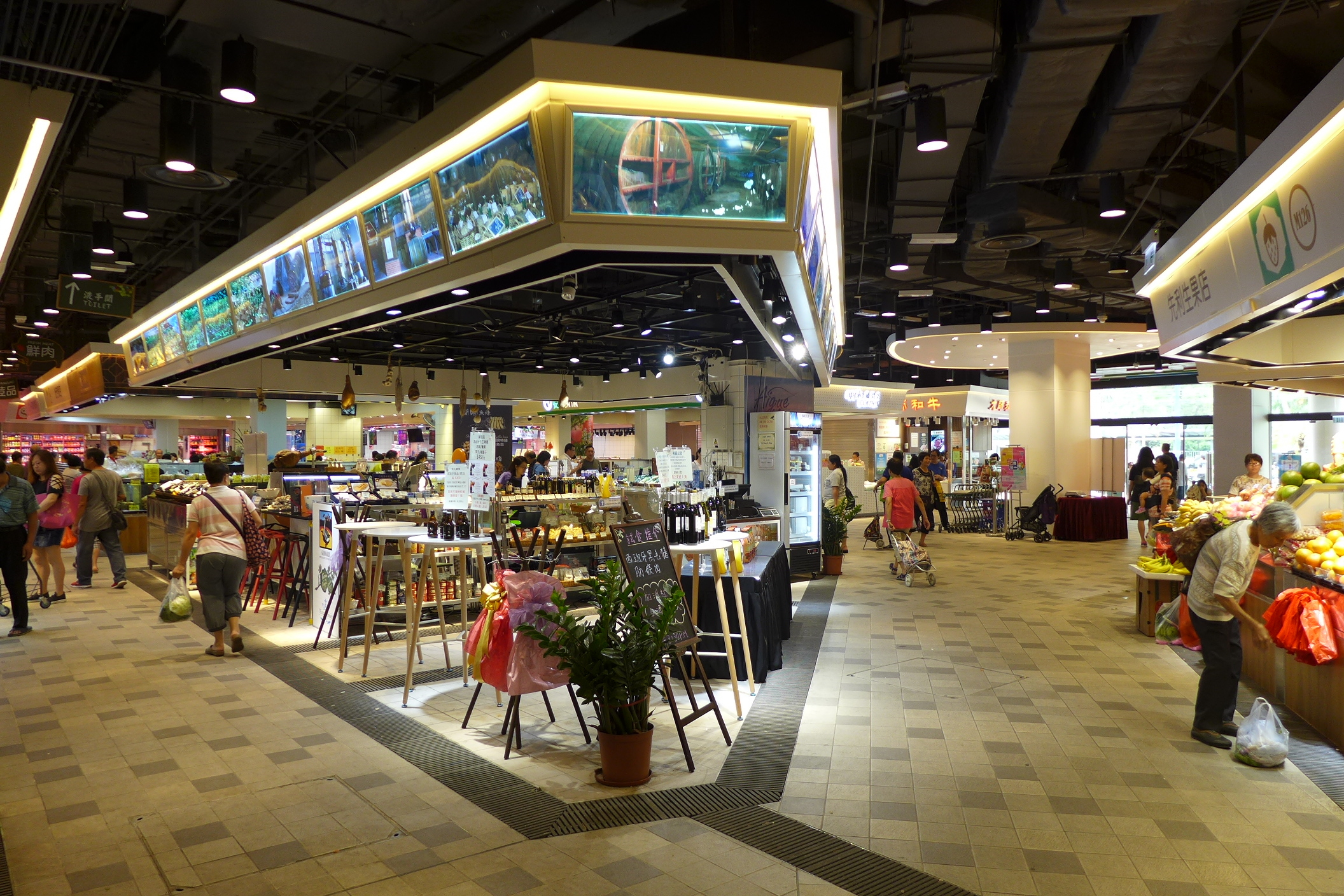
翻新後的天盛街市走高檔路線，賣生蠔及西班牙火腿等特色食物

天盛商場位於天盛服務設施大樓中，大樓設行人天橋連接天耀邨。商場初期由香港房屋委員會持有，在2005年出售予領展後由領展管理。商場初期在地下設有「天盛（萬有）街市」，由業主外判予宏安集團管理。商場內其他主要商戶包括百佳超級市場、萬寧、日本城和施培記凍肉超級市場等。
到2014年，天盛商場及街市範圍封閉並進行大規模翻新。其中天盛街市已於2015年聖誕並在2016年農曆新年前後，分兩階段投入服務。翻新後的街市位於地下全層，面積由8000呎增至1.7萬呎，舖位由約77個增至逾110個，走高檔路線。建築風格參照歐陸市集，其中「SOHO區」售賣西班牙火腿等各地特色食物，又設類似日本築地市場的海鮮街，賣凍蟹、和牛、吉品鮑，以及提供熟食的「食深宵立食街」，方便跨區工作市民晚上可吃宵夜。街市設有冷氣，並提供免費Wi-Fi服務。
領展稱投入數千萬元翻新街市，加租是必然，但未透露加幅，又稱租金低未必代表物價低。領展企業傳訊及對外關係總監盧炳松表示，天耀和天盛街市只是相隔一條馬路，而且天耀商場仍保留乾貨店及超市，相信影響不大。有天水圍居民組織成員認為，新街市的高檔次產品「離地」，未必符合居民需要，又稱「貴租就會一定會加價」。

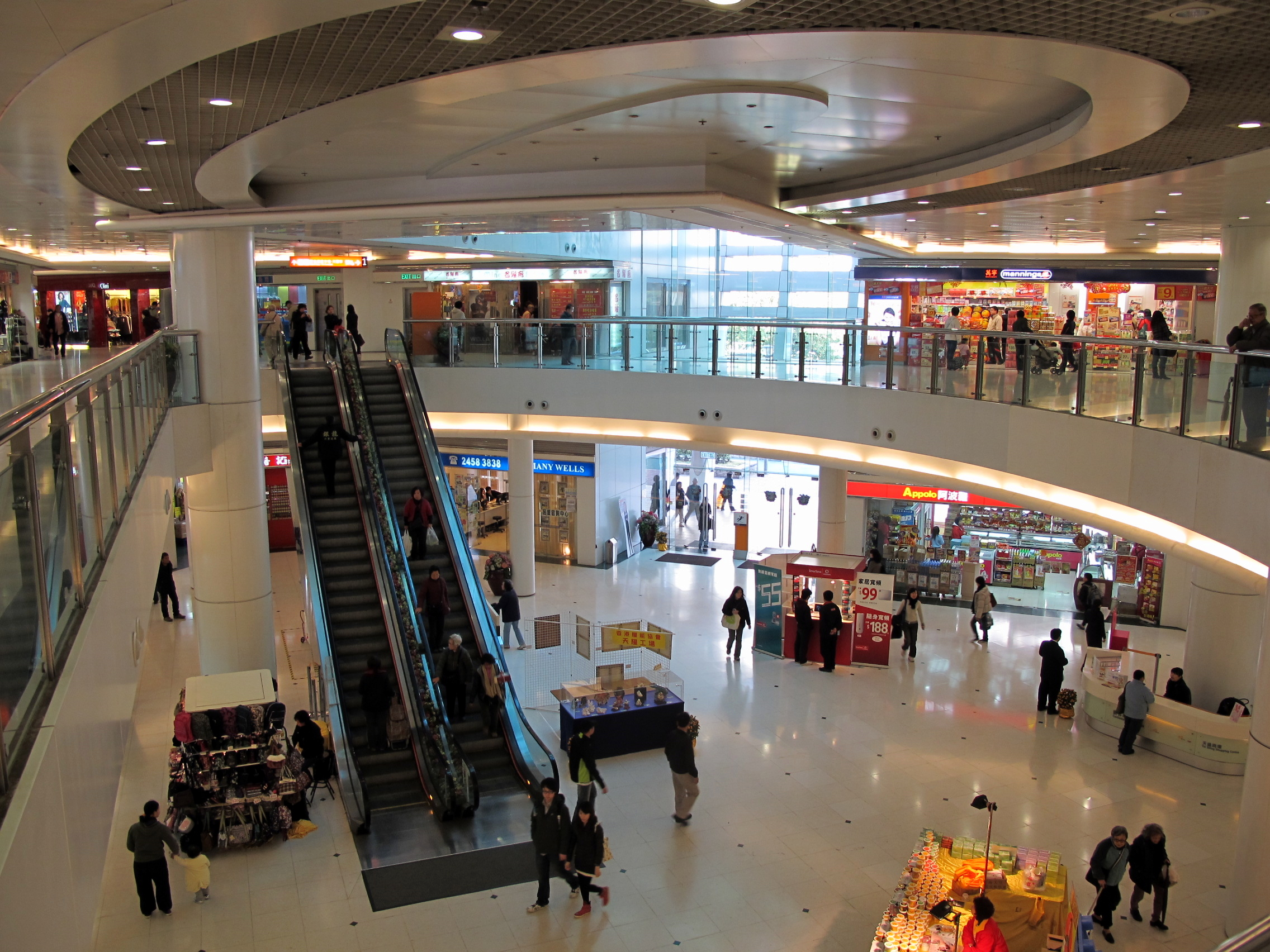
2011年翻新前的天盛商場中庭，2016年翻新後已消失
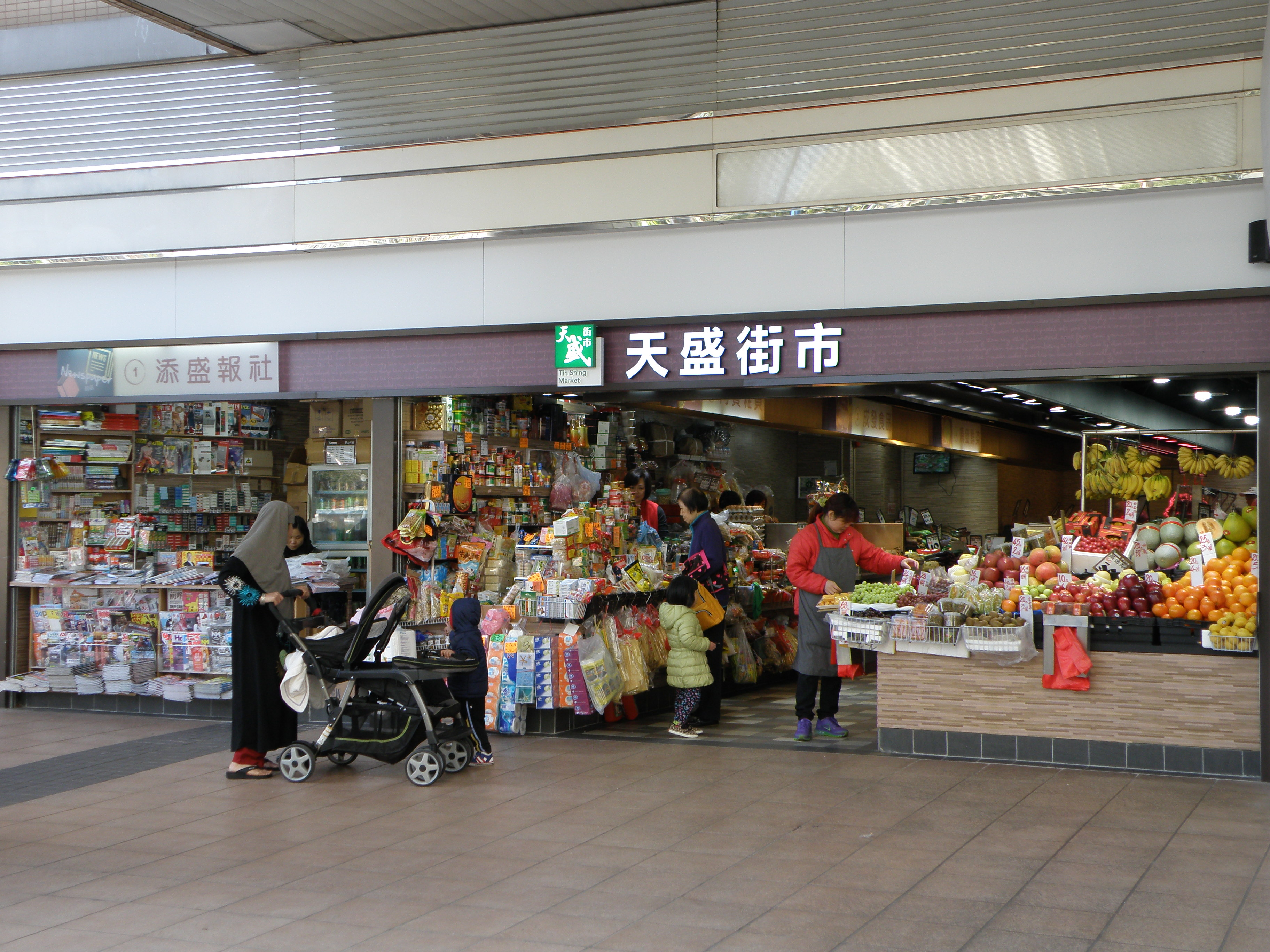
2015年初的天盛臨時街市（其餘部份翻新中）
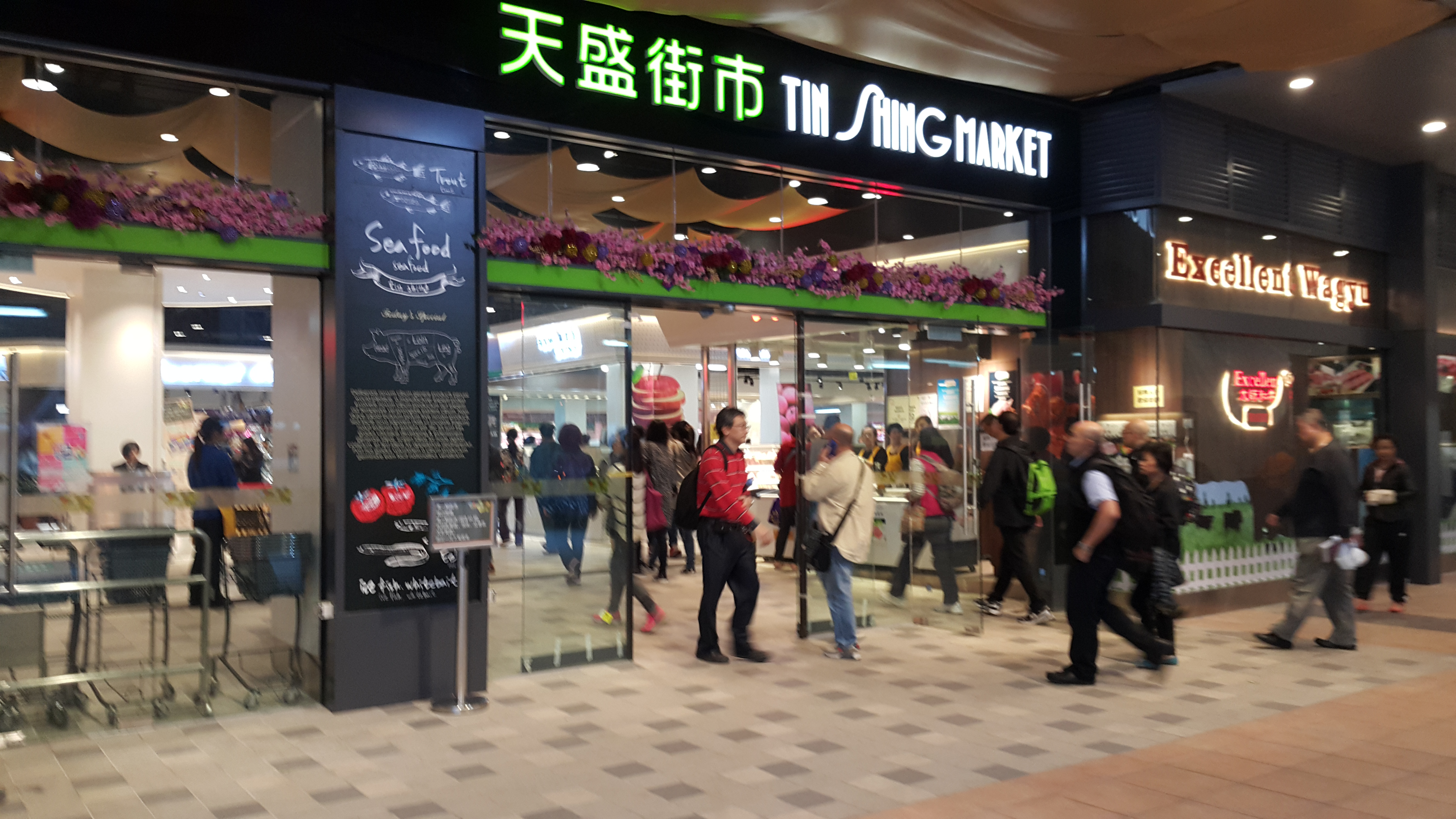
2015年底翻新後的天盛街市入口
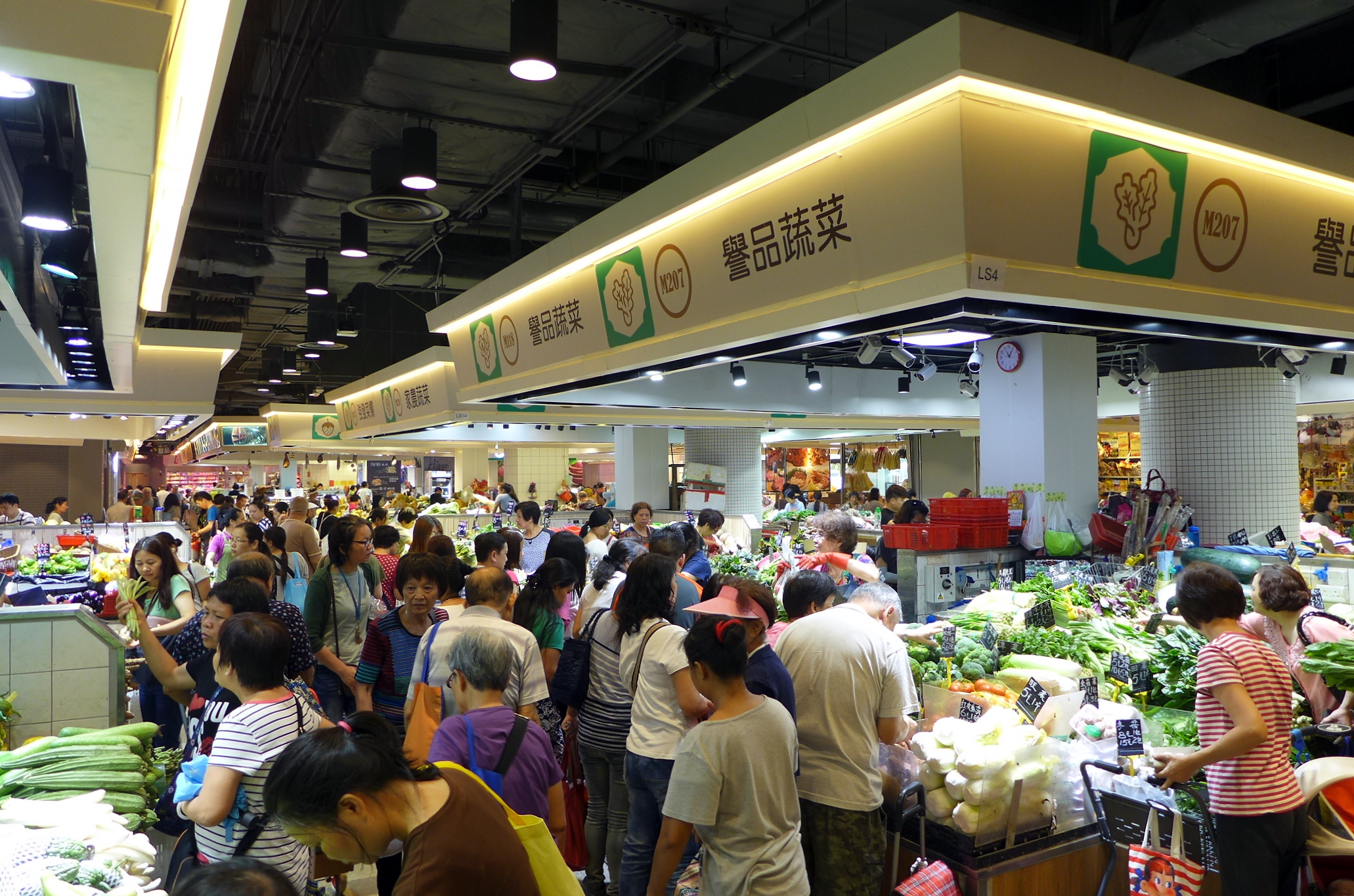
街市內貌
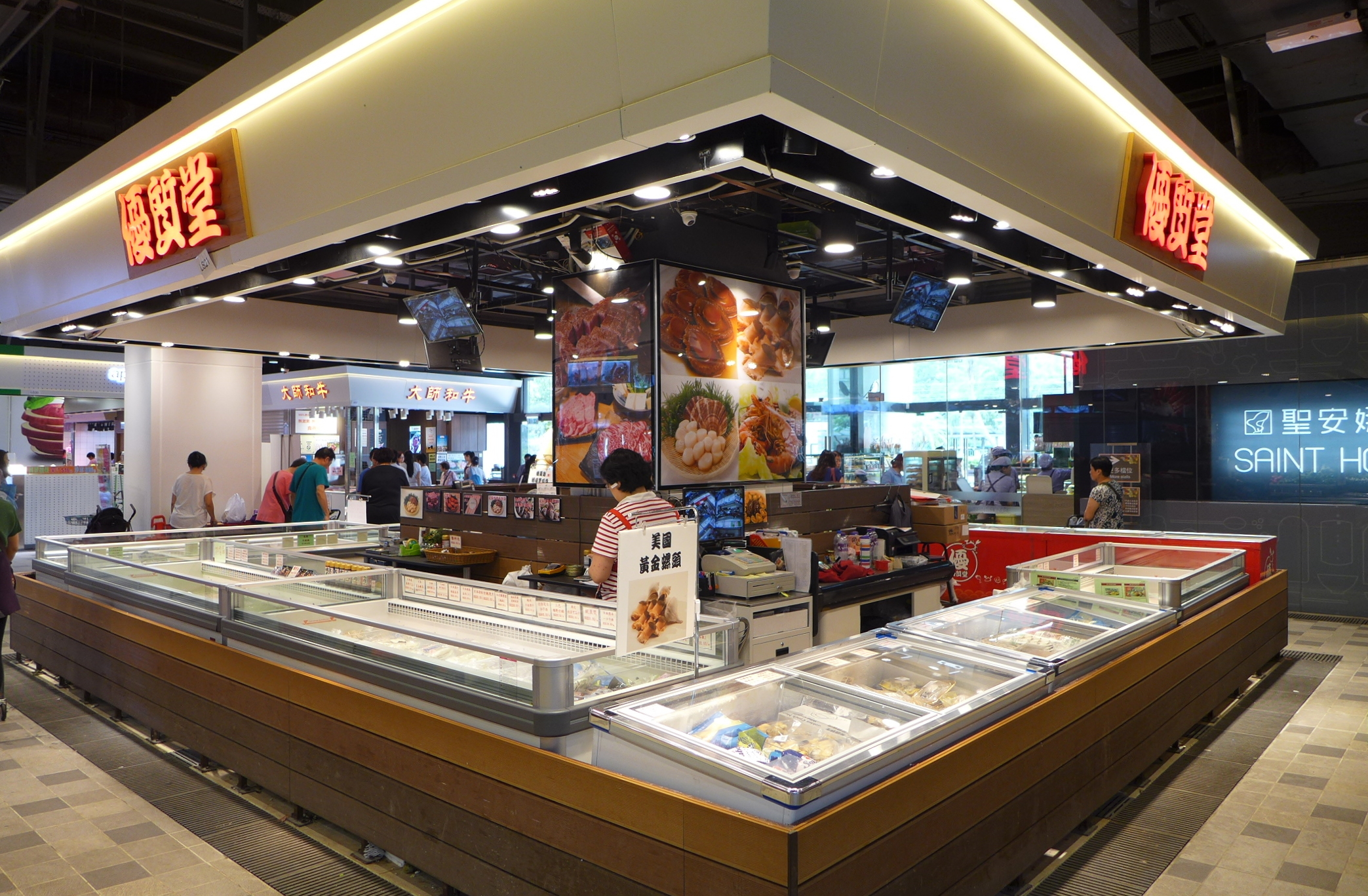
位於「SOHO區」的日本築地市場的海鮮街

## 附近的教育設施

### 幼稚園
- 幼聯主辦安泰幼兒學校 （2000年創辦）（位於天盛商場附翼地下）
- 基督教聖約教會小天使（天盛）幼稚園（2000年創辦）（位於天盛商場附翼一樓）
- 香港中文大學校友會聯會順龍仁澤幼稚園 （2015年創辦）（位於天盛苑服務設施大樓2樓）
- 仁濟醫院林李婉冰幼稚園 （1992年創辦）（位於天河路6號仁濟醫院第24屆董事局社會服務中心地下）
- 天主教聖葉理諾幼稚園 （2001年創辦）（位於天美街6號2樓及3樓）

### 小學
- 伊利沙伯中學舊生會小學分校（1992年創辦，1999年與上午校分拆遷至現址）
- 獅子會何德心小學（1999年創辦）

### 中學
- 元朗公立中學校友會鄧兆棠中學（1999年創辦）
- 天主教培聖中學（1963年於九龍塘牛津道創辦，1992年遷至現址）

## 區議會議席分布
| 範圍／年度 | 2000-2003 | 2004-2007 | 2008-2011 | 2012-2015 | 2016-2019 | 2020-2023 |
| --- | --------- | --------- | --------- | --------- | --------- | --------- |
| 盛彩閣、盛昭閣、盛頤閣、盛賢閣及盛匯閣 （A-D、G座）                                                             | 耀祐      | 天盛      | 天盛      | 天盛      | 天盛      | 盛欣      |
| 盛勤閣、盛志閣、盛謙閣、盛悅閣、盛鼎閣、盛亨閣、 盛旭閣、盛珍閣、盛泉閣、盛譽閣、盛坤閣及盛麗閣 （E、F及H-R座） | 耀祐      | 天盛      | 天盛      | 天盛      | 天盛      | 天盛      |

## 鄰近建築
- 嘉湖山莊樂湖居
- 嘉湖新北江商場
- 天耀邨、天耀廣場
- 天水圍警署、天水圍消防局
- 港鐵天水圍站、輕鐵天水圍站、坑尾村站及天耀站
- 屏欣苑
- 聖葉理諾堂

## 事件

### 偷渡者地穴
1992年4月，有市民在天盛苑現址的空地，發現多個非法入境者藏身的地穴。及後，警方在各界壓力下，於附近採取拘捕行動，多名從內地非法來港工作的建築工人被捕。

### 不合格組件
天盛苑興建時，被發現由中國建築承建的C及D座外牆預製組件，採用了原來擬建的1996年版本設計（第三代半和諧式），不符合合約內附加的「更正令」改為使用1997年版（略作改動的第三代半和諧式）的規定，但房委會經檢查後證實該組件未對樓宇安全構成危險。然而，由於中國建築違反合約條款，仍要被罰暫停房委會工程投標資格。

### 崩牆塌石屎
2015年11月30日晚上7時許，由中國建築所承建的天水圍天盛苑盛勤閣（E座）13樓一單位，當業主正與兒子在客廳貼近牆邊的餐桌吃晚飯時，突然牆身傳來異響，幾秒後即感到有硬物墮下，擊中其腳部。她查看下赫見牆身近地板位置出現崩裂，面積約5呎乘2呎，有石屎塌下，露出鋼筋。戶主稱經工程師檢驗後，透露懷疑主力牆有空心部份，可能要剷去再整。

### 防暴警察進入屋苑驅散引起衝突
- 2019年8月6日中午，數十名市民響應團體呼籲到天水圍警署集會，抗議警方以極度侮辱手段拘捕女示威者。下午1時40分，多名防暴警突然從警署衝出，抓捕數十名集會市民。聲援街坊在警署對面的輕鐵天耀站聚集，與警方對峙。下午2時35分，當防暴警試圖穿越馬路時，有人擲石以阻止警方推進，警方隨即向群眾直射4至5發催淚彈，市民一度後退至天耀廣場，但很快折返並高呼警員為「黑社會！」和「收隊！」等說話。多名防暴警察也試圖追進天盛商場內搜捕市民，但被街坊及保安阻止。下午3至4時，警方多次在天耀路施放催淚彈後，大部份示威者及聲援街坊退進天耀邨及天盛苑內。[18]
- 2019年8月15日晚上9時許，市民在天水圍警署後門外燃燒冥鏹及撒溪錢，有人用鐳射筆照向警署外牆，高峰期有400人聚集。到凌晨12時前，多名手持盾牌及配備防暴槍的防暴警察進入天盛苑驅散市民，制服至少3男1女及帶上警車。居民對警員進入屋苑範圍感到不滿，質疑警方為何作出拘捕。[19]到凌晨12時45分，防暴警察在天盛商場外拘捕最少一人，有懷疑途經現場的路人亦被警員制服帶走。時任元朗區議員周永勤批評警方「為拉而拉」，只會引起更多市民不滿。[20]
- 2019年11月9日凌晨，大量防暴警察進入天盛苑，有街坊表示不滿，與防暴警察發生口角衝突。[21]

## 外部連結
- 房屋署天盛苑資料（页面存档备份，存于）
- 天盛商場-領展